# TACAM R-1
De TACAM R-1 (Tun Anticar pe Afet Mobil - Gemechaniseerd anti-tankkanon) was een Roemeens ontwerp voor een tankjager in de Tweede Wereldoorlog. Roemeense pantservoertuigen waren al aan het begin van de oorlog met de Sovjet-Unie verouderd en dit bleek al snel een probleem. De kanonnen in de pantservoertuigen hadden niet genoeg vuurkracht om zich te verweren tegen beter bewapende en bepantserde Sovjet tanks. Een oplossing hiervoor was om verouderde onderstellen te gebruiken en daarop een kazemat op te installeren. Hierin kon dan een krachtiger kanon gemonteerd worden. Ook de Duitse Wehrmacht paste deze tactiek toe in de oorlog en ontwikkelde bijvoorbeeld de Marder serie.
De TACAM R-1 was gebaseerd op de Tsjechoslowaakse R-1 tankette (AH-IV) en veertien stuks zouden hiervan bewapend worden met buitgemaakte Sovjet 45 mm kanonnen. Het idee werd in november 1943 voorgesteld, maar binnen een kort tijdsbestek werd dit idee al als verouderd gezien en een verspilling van nodige materialen. Zodoende is er geen enkel voertuig gebouwd. Een vergelijkbaar project dat wel doorgang vond was de TACAM R-2.